# Гитарный усилитель

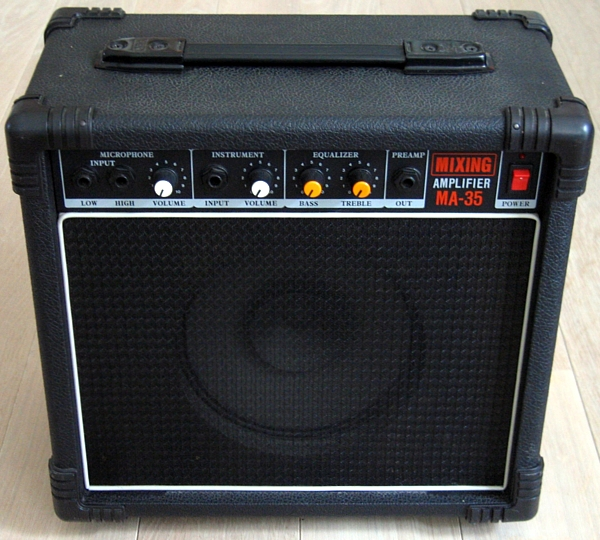
Комбоусилитель

Гитарный усилитель (разг. усилитель, усилок, комбик) — это электронный усилитель, предназначенный для использования совместно с электрогитарами, акустической гитарой, полуакустическими гитарами и электроакустическими гитарами и др...

## История
Первые музыкальные усилители были изобретены для усиления звука гитары. Самые ранние примеры подобных устройств относятся к началу 1930-х годов, когда появление электролитических конденсаторов и выпрямительных ламп позволило построить экономичный встроенный блок питания с питанием от сети переменного тока. В результате переносные усилители на электронных лампах перестали зависеть от тяжёлых и неудобных наборов батарей питания.
Изначально гитарные усилители применялись для усиления звука акустических гитар. Электрическое усиление гитары получило распространение в 30-х и 40-х годах, на волне популярности гавайской музыки, в которой широко применялась усиленная гавайская гитара.
Управление тембром в ранних гитарных усилителях было очень простым и в основном заключалось в усилении высокочастотной компоненты звука. Однако ранняя схемотехника, несовершенные громкоговорители и низкая мощность (менее 15 ватт вплоть до середины 50-х годов) первых усилителей не позволяла качественно воспроизводить верхнюю и нижнюю часть звукового спектра. Лучшие модели тех времён также содержали эффекты, например пружинный ревербератор или электронное тремоло. В ранних усилителях фирмы Fender тремоло обозначалось как «вибрато», а рычаг вибрации на гитаре Fender Stratocaster назывался (и называется до сих пор) «рычаг тремоло».
В 1960-х годах гитаристы экспериментировали с искажениями звука, преднамеренно перегружая свои усилители. Гитарист группы The Kinks Дэйв Дэвис получал эффект перегруза, подключая выход одного усилителя ко входу другого — способ использования, который разработчики даже не могли себе представить. Позже большинство гитарных усилителей стали комплектоваться специальным перегружаемым предусилителем, а также были придуманы педали эффектов и прочее оборудование для безопасного и надёжного получения таких звуков. Сегодня искажённое звучание стало неотъемлемой частью многих стилей игры на электрогитаре.

## Распространённые формы
Гитарные усилители существуют в двух основных формах:
комбинированный (или комбо) усилитель содержит электронную схему усилителя и акустическую воспроизводящую систему в одном корпусе. 
В другой форме усилитель расположен в отдельном корпусе и подключается к акустической системе с помощью соединительного провода. Отдельный усилитель называется голова, а акустическая система — кабинет. Голова располагается сверху кабинета и формирует так называемый гитарный стек (усилительный стек).
Различают понятия «полустек» (half-stack), состоящий из усилителя и кабинета, и «полный стек» (full-stack), представляющий собой усилитель с подключённой парой кабинетов, либо комбо-усилитель с подключённой дополнительной акустической системой. Также узнаваемость звучания придаёт подбор головки громкоговорителя и конструкция корпуса (толщина материала, с открытой или закрытой задней стенкой), а также схемные решения.
Современные гитарные усилители разделяются на ламповые и полупроводниковые; существуют гибридные модели (с ламповой обработкой сигнала и полупроводниковым выходом, либо с полупроводниковой обработкой сигнала и ламповой секцией мощности).
Соотношение ламповых и полупроводниковых усилителей на различных рынках различается (гитаристы, прежде всего в США, отдают предпочтение ламповым усилителям).

### Ламповые усилители
Исторически ламповые гитарные усилители возникли раньше других их разновидностей. В основе схемотехники лежит способность электронной лампы влиять на интенсивность потока электронов между электродами в зависимости от подаваемого на ее контакты напряжения, что позволяет усиливать сигнал, передаваемый в потоке электронов. При увеличении напряжения, подаваемого на лампу, возникают характерные перегрузки (овердрайв, англ. overdrive), отражающиеся на звучании усилителя. Со временем это привело, с одной стороны, к необходимости увеличения количества ламп и питающих их трансформаторов с целью получения чистого звука на большей громкости; с другой стороны, побочным эффектом стало намеренное использование музыкантами этой особенности звучания усилителя при использовании электрогитары и других инструментов. По сравнению с транзисторными УНЧ, выходное сопротивление лампового выходного каскада высоко — до нескольких десятков Ом, поэтому качество звучания зависит от качества ламп выходного каскада и от качества выходного трансформатора, который является согласующим. Кажущаяся ненадёжность и примитивность ламповой конструкции на практике оборачивается простотой ремонта. - практически любой отказ лампового УНЧ (кроме выхода из строя силового и/или выходного трансформаторов) может быть устранён "в полевых условиях".

### Полупроводниковые (аналоговые) усилители
По мере развития электронной техники производители музыкального усиления ввели в оборот транзисторный гитарный усилитель. Транзисторный усилитель более дешёв в производстве и обслуживании, чем ламповый. Ввиду отсутствия электронных ламп резко снижалось необходимое количество и размеры питающих и выходных трансформаторов, а размеры самих транзисторов намного меньше размеров электронных ламп, что в совокупности позволило существенно уменьшить габариты и массу устройств при сопоставимой или даже большей выходной мощности. Транзистор не теряет своих свойств по мере использования и в целом надежнее электронной лампы, хотя более чувствителен к пробою при превышении рабочего напряжения тока, а также требует дополнительно решать проблему отвода тепла. Благодаря низкому выходному сопротивлению, транзисторный усилитель легко стыкуется с любыми низкоомными громкоговорителями, то есть неравномерность полного сопротивления громкоговорителя практически не влияет на коэффициент усиления. Транзисторные усилители не имеют настолько сильный микрофонный эффект, как у ламповых, и не требуют регулярной замены активных радиоэлементов, однако если они выходят из строя, то ремонт в полевых условиях требует много времени и инструментов.
Особенностью полупроводниковых гитарных усилителей является различимое на слух отличие искажений, возникающих при перегрузе усилителя, от перегруза ламповых схем. В частности, при перегрузе транзисторного усилителя нелинейные характеристики искажения нарастают более резко, по более крутой кривой. Исследования показали также, что при перегрузе ламповой схемы генерируется больше четных гармоник, более приятных на слух, а при перегрузе транзисторной схемы - больше нечетных, воспринимаемых мозгом как диссонанс.

### Гибридные усилители
В течение времени как ламповая, так и транзисторная схемотехника сосуществовали, имея каждая свои перечисленные выше преимущества и недостатки. Это привело к созданию гибридных схем, в которых, в зависимости от поставленных задач, могла использоваться ламповая обработка сигнала и/или согласование каналов и транзисторная секция мощности, что позволяло добиться более близкого к "теплому" ламповому звучания, и одновременно большей выходной мощности при сравнительно небольших габаритах, массе и себестоимости; либо транзисторная обработка сигнала и ламповая секция мощности, что давало более "современное" звучание и возможность перегруза лампы фазоинвертора и выходной ламповой секции, что дает несколько иное на слух звучание; возможны были и другие решения. Например, по мере развития модельного ряда усилителей Marshall серия JCM800 изначально представляла собой усилитель с полностью ламповыми секциями предварительного усиления и мощности, однако по мере изменения номенклатуры рынка компания внесла в схему полупроводниковые компоненты, позволявшие по желанию гитариста усилить перегрузку усилителя. Это техническое решение, принятое гитаристами неоднозначно, перекочевало затем и в серию JCM900, однако впоследствии в дальнейшем развитии модельного ряда - в серии JCM 2000 под давлением предпочтений рынка эти элементы были заменены полностью ламповым решением, выполнявшим ту же функцию.

### Цифровые (моделирующие) усилители
С появлением микропроцессоров и цифровой обработки сигналов в конце 1990-х годов были разработаны «моделирующие усилители», которые могут симулировать звук многих известных ламповых усилителей без использования ламп в схеме. Новые усилители со специальными процессорами и программным обеспечением могут эмулировать ламповый звук классических усилителей. Главный недостаток цифровой эмуляции лампового усиления состоит в том, что в широком применении на настоящий момент невозможно полностью сымитировать нелинейность процессов происходящих в вакуумных лампах и взаимосвязь этих процессов с питающим трансформатором усилителя. В настоящее время наиболее продвинутые цифровые усилители используются некоторыми музыкантами для получения эффекта "Овердрайв" в концертной деятельности, но на звукозаписывающих студиях до сих пор отдают предпочтение только полным ламповым усилителям.
О разнице в звучании ламповых, аналоговых и цифровых устройств см. статью дисторшн.

## Подключение
Обычно усилитель имеет один гитарный вход, один линейный вход и один выход, часто выполненные как 1/4" TRS разъёмы. Иногда в усилители встраивают разъёмы XLR для подключения микрофона.

## Акустическая система («кабинет»)
см. Guitar speaker (усилитель+акустическая система)